# Trundholm
 Trundholm  is een voormalige gemeente in Denemarken. De oppervlakte bedroeg 162,84 km². De gemeente telde 11.309 inwoners waarvan 5786 mannen en 5523 vrouwen (cijfers 2005). Trundholm telde in juni 2005 250 werklozen. Er waren 4592 auto's geregistreerd in 2004.
Na de herindeling van 2007 werden de gemeentes Dragsholm, Nykøbing-Rørvig en Trundholm bij de gemeente Odsherred gevoegd.
- Library of Congress Control Number: n92097926
- Nationale Bibliotheek van Israël: 987007530791905171
- Virtual International Authority File: 152588982
- WorldCat: E39PBJccbHryBPtY4CYKR6Pmh3